# Popławce
Popławce [pɔˈpwaft͡sɛ] est un village polonais de la gmina de Kuźnica dans le powiat de Sokółka et dans la voïvodie de Podlachie. Il se situe à environ 7 kilomètres au sud-ouest de Kuźnica, à 10 kilomètres au nord-est de Sokółka et à 48 kilomètres au nord-est de Białystok. 